# Caracaraí (gemeente)
Caracaraí is een gemeente in de Braziliaanse deelstaat Roraima. De gemeente telt 20.807 inwoners (schatting 2017).

## Aangrenzende gemeenten
De gemeente grenst aan Bonfim, Cantá, Caroebe, Iracema, Rorainópolis, São João da Baliza, São Luís en Barcelos (AM).

### Landsgrens
De gemeente grenst met als landsgrens aan de regio Upper Takutu-Upper Essequibo met het buurland Guyana.